# Barrage de Canelles
Le barrage de Canelles est un barrage hydroélectrique situé sur le cours de la Noguera Ribagorzana en Espagne et possédé par Endesa. Sa capacité est de 108 MW.

## Géographie
Il est situé à la frontière de l'Aragon et de la Catalogne comme une bonne partie des 133 km du parcours de la rivière Noguera Ribagorzana, un affluent du Sègre donc un sous-affluent de l'Èbre.

## Historique
Les travaux ont débuté en 1956 et se sont achevés en 1960.

## Caractéristiques
Il s'agit d'un barrage-voûte en béton long de 210 m.